# Aiguille du Chardonnet
L'Aiguille du Chardonnet (3.824 m s.l.m.) è una montagna delle Alpi del Monte Bianco. Si trova in Francia (dipartimento dell'Alta Savoia) a poca distanza dal confine con la Svizzera (Canton Vallese).

## Caratteristiche

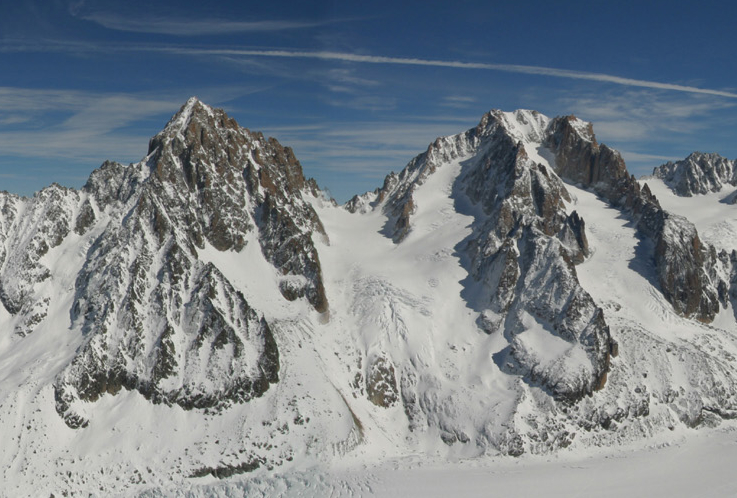
L'Aiguille du Chardonnet (a sinistra) e l'Aiguille d'Argentiere (a destra).

Dal versante francese si trova al fondo della Valle dell'Arve e sovrasta il Ghiacciaio d'Argentiere; dal versante svizzero contorna la Val Ferret.

## Salita alla vetta
La prima salita risale al 1º agosto 1879 ad opera di Percy W. Thomas con Josef Imboden e Josef Marie Lochmatter.